# Conselho Insular de Maiorca
Conselho Insular de Maiorca (em catalão: Consell Insular de Mallorca; em castelhano: Consejo Insular de Mallorca) é a instituição governante da ilha de Maiorca, na Espanha. Foi criado em 1978, com a aprovação do regime pré-autônomo das Baleares, e foi oficialmente instituído em 1983, com a aprovação do Estatuto de Autonomia das Ilhas Baleares.

## Atribuições
Suas principais atribuições são cooperação jurídica e assistência econômica e técnica aos municípios da ilha, especialmente aqueles com menor capacidade econômica e de gestão; planejamento urbano e habitabilidade; planejamento espacial; patrimônio histórico e cultural monumental; desenvolvimento de empresas artesanais; atividades classificadas (espetáculos públicos e atividades recreativas); caça e pesca fluvial; promoção de esportes, lazer e turismo; serviços sociais e assistência a pessoas dependentes ou em situação de exclusão social; meio ambiente e gestão de resíduos.

## Presidentes
Após a fase pré-autônoma, na qual Jeroni Albertí (UM) foi presidente do Conselho, oito presidências continuaram na fase autônoma até hoje:
| No. | Nome                | Início                 | Fim                    | Partido |
| --- | ------------------- | ---------------------- | ---------------------- | ------- |
| 1.  | Jeroni Albertí      | 24 de junho de 1979    | 27 de setembro de 1982 | UCD     |
| 2.  | Maximiliano Morales | 27 de setembro de 1982 | 23 de junho de 1983    | UCD     |
| 3.  | Jeroni Albertí      | 23 de junho de 1983    | 16 de junho de 1987    | UM      |
| 4.  | Joan Verger         | 16 de junho de 1987    | 7 de julho de 1995     | PP      |
| 5.  | Maria Antònia Munar | 7 de julho de 1995     | 29 de junho de 2007    | UM      |
| 6.  | Francina Armengol   | 7 de julho de 2007     | 14 de junho de 2011    | PSOE    |
| 7.  | Maria Salom         | 14 de junho de 2011    | 4 de julho de 2015     | PP      |
| 8.  | Miquel Ensenyat     | 4 de julho de 2015     | 6 de julho de 2019     | Més     |
| 9.  | Catalina Cladera    | 6 de julho de 2019     | Atualidade             | PSOE    |